# 圣安德烈德莱皮讷
圣安德烈德莱皮讷（法語：Saint-André-de-l'Épine，法語發音：[sɛ̃.t‿ɑ̃dʁe də lepin]）是法国芒什省的一个市镇，属于圣洛区。

## 地理
圣安德烈德莱皮讷（49°8'22"N, 1°0'39"W）面积7.24 平方千米，位于法国诺曼底大区芒什省，该省份为法国西北部沿海省份，西、北、东北三面环大西洋，东起顺时针与卡爾瓦多斯省、奧恩省、马耶讷省和伊勒-维莱讷省接壤。
与圣安德烈德莱皮讷接壤的市镇（或旧市镇、城区）包括：库万、拉巴尔德瑟米伊、拉吕泽讷、埃勒河畔圣乔治、圣洛、圣皮埃尔德瑟米伊。

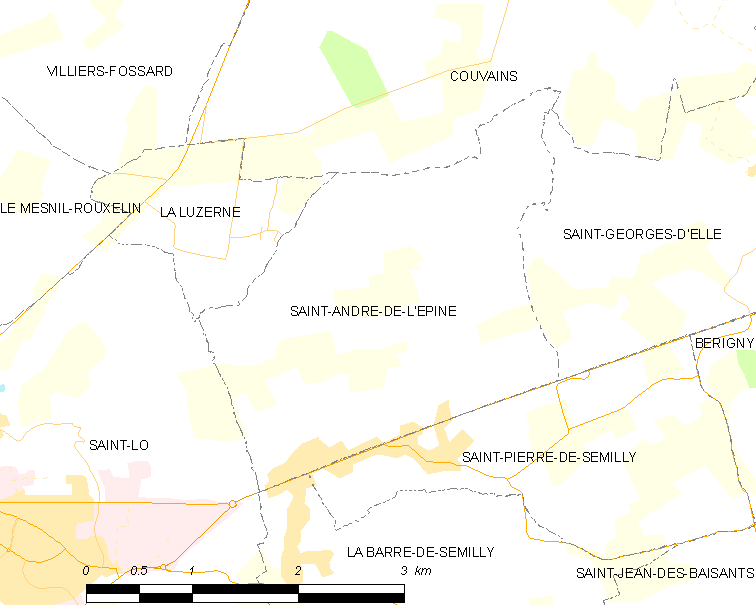
圣安德烈德莱皮讷的OSM定位图

圣安德烈德莱皮讷的时区为UTC+01:00、UTC+02:00（夏令时）。

## 行政
圣安德烈德莱皮讷的邮政编码为50680，INSEE市镇编码为50446。

## 政治
圣安德烈德莱皮讷所属的省级选区为蓬埃贝尔县。

## 人口

1962-2008年间圣安德烈德莱皮讷人口变化图示

圣安德烈德莱皮讷于2022年1月1日时的人口数量为553人。